# Stomoxys boueti
Stomoxys boueti är en tvåvingeart som beskrevs av Émile Roubaud 1911. 
Stomoxys boueti ingår i släktet Stomoxys och familjen husflugor. Inga underarter finns listade i Catalogue of Life.